# یوهان لتزلتر
یوهان لتزلتر (انگلیسی: Johan Letzelter؛ زادهٔ ۱۹ سپتامبر ۱۹۸۴) بازیکن فوتبال اهل فرانسه است.
از باشگاه‌هایی که در آن بازی کرده‌است می‌توان به باشگاه فوتبال بمبئی سیتی اشاره کرد.